# 澳門文物建築

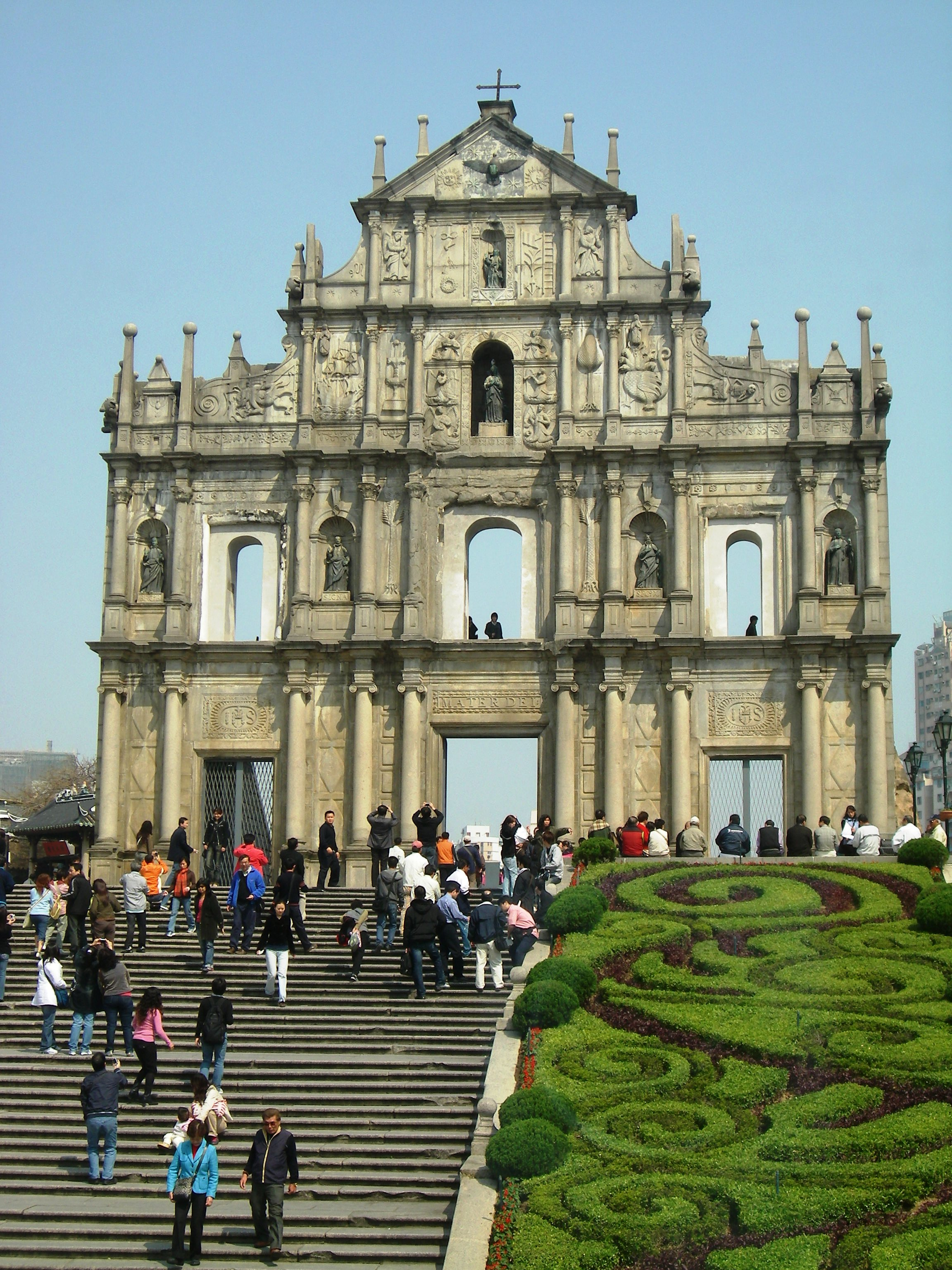
大三巴牌坊，澳門最著名的文物之一

《澳門文物名錄》是受澳門法律保護之文物名單，類別分別有紀念物、具建築藝術價值之建築物、已評定之建築群和已評定之地點。現在的《澳門文物名錄》是在1992年11月18日由澳門總督韋奇立批准公佈。
已被評定之建築物，其工程、拆毀及破壞均受到澳門法令所限制，主要的有：
- 任何工程及任何定期修葺或保存，只得在獲澳門文化局之贊同意見後，方可進行
- 不得拆毀被評定之建築物
- 某一評定為具建築藝術價值之建築物受到破壞，則其所有人不得在該地進行任何規模大於被破壞建築物之建築

而被評定建築物之周圍，由於保護建築物感觀或因空間或美觀的理由，與其互相有關係，故設有保護區，屬該等財產不可缺少的部份。

## 紀念物

### 澳門半島
- 聖奧斯定堂（崗頂）
- 聖安多尼堂及前地（花王堂）
- 玫瑰聖母堂（板樟堂）
- 望德聖母堂及前地
- 聖老楞佐堂及前地
- 大堂
- 聖若瑟修道院及聖堂、前地及石階
- 大三巴牌坊（前天主聖母堂）、前地及石階
- 望廈炮台
- 燒灰爐炮台
- 東望洋炮台及燈塔
- 大炮台
- 聖地牙哥炮台
- 馬交石炮台
- 聖方濟各堡壘及圍牆（加思欄）
- 關閘拱門
- 總督府
- 市政廳大樓
- 仁慈堂大樓
- 媽閣廟
- 康公廟
- 觀音仔廟
- 觀音堂
- 蓮峰廟
- 柿山哪吒古廟
- 大三巴哪吒廟
- 包公廟
- 蓮溪廟
- 魯班師傅廟
- 天后廟
- 三街會館廟
- 土地廟
- 舊護城牆遺址
- 賈梅士洞
- 刻有葡國盾徽之石塊（蓮峰廟旁）
- 刻有葡國盾徽之石塊（通往望廈坊之石階旁）

### 氹仔島
- 嘉模聖母堂
- 氹仔觀音廟
- 氹仔觀音仔廟
- 醫靈廟
- 北帝廟
- 氹仔天后廟
- 三婆廟
- 氹仔關帝廟
- 近碼頭之氹仔炮台

### 路環島
- 聖方濟各堂
- 路環譚公廟
- 路環天后廟
- 九澳觀音廟
- 三聖公廟
- 黑沙大王廟
- 路環觀音廟

## 具建築藝術價值之建築物

### 澳門半島
- 竹仔室總督官邸
- 西望洋聖堂及主教私邸
- 聖若瑟修道院大樓
- 賈梅士花園房屋
- 何東圖書館大樓
- 陸軍俱樂部大樓
- 港務局大樓
- 消防局大樓
- 郵政局大樓
- 紅街市大樓
- 盧廉若私邸
- 大西洋銀行總行大樓
- 伯多祿官立小學大樓
- 嶺南中學大樓
- 培道學校大樓
- 培正中學大樓
- 利瑪竇學校大樓
- 崗頂劇院大樓
- 白馬行醫院大樓及花園
- 峰景酒店大樓
- 耶穌寶血女修院大樓
- 助學會大樓
- 中藥局，位於十月初五街146號
- 位於司打口與火船頭街間之街口樓宇建築（同善堂第二診所）
- 法院大樓
- 六國飯店，位於十月初五街159號
- 鄭家大屋
- 大堂前地1號，3號，5號房屋（澳門主教公署）
- 大堂巷7號住宅（盧家大屋）
- 地厘古工程師馬路4號房屋（聯合國大學國際軟件技術研究所）
- 南灣街83號房屋（高可寧故居）
- 水坑尾街29號房屋（高可寧大屋）
- 耶穌會紀念廣場4號，6號房屋
- 伯多祿局長街26號，28號房屋
- 怡和房屋
- 民國大馬路6號房屋（澳門基金會會址）
- 十月初五街64號當舖（德生大按）
- 板樟堂街6號當舖（高陞大按）
- 爐石塘當舖（德成按）
- 道德巷3號當舖（人昌押）
- 高士德大馬路14號，16號大樓（澳門演藝學院）

### 氹仔島
- 海島市政廳大樓（路氹歷史館）
- 福隆巷１號當舖

### 路環島
- 路環圖書館大樓

## 已評定之建築群

### 澳門半島
- 亞美打利比盧大馬路（新馬路）／市政廳前地／板樟堂前地
- 望德堂坊
- 荷蘭園大馬路（由連接西墳馬路之大樓至95號G一段）
- 亞婆井前地及龍頭里
- 崗頂前地
- 大三巴巷
- 戀愛巷
- 福隆新街及福榮里

### 氹仔島
- 嘉模前地／海邊馬路
- 賈梅士前地／買賣街

### 路環島
- 馬忌士前地／客商街／恩尼斯總統前地

## 已評定之場所

### 澳門半島
- 美上校操場（塔石廣場）
- 媽閣山
- 西望洋山
- 東望洋山
- 馬交石山
- 望廈山
- 青洲山
- 盧廉若公園
- 白鴿巢公園
- 螺絲山公園
- 加思欄公園
- 得勝花園
- 華士古花園
- 由澳氹大橋至聖地牙哥炮台之海旁
- 由龍嵩街至風順街、高樓街、媽閣街、媽閣斜巷之街道
- 柯邦迪前地（司打口）
- 白頭墳場
- 紀念孫中山市政花園

### 氹仔島
- 市政花園

### 路環島
- 由路環碼頭至譚公廟前地之海旁（路環）
- 路環島海拔高度８０米處（路環步行徑）

## 外部連結
- 澳門文物網 - 澳門文物